# Schloss Trieglaff
Das Schloss Trieglaff ist ein Schloss im heute polnischen Trzygłów, Stadt- und Landgemeinde Gryfice (Greifenberg in Pommern) im Powiat Gryficki (Kreis Greifenberg), Woiwodschaft Westpommern.

## Geschichte
Der Ort geht auf ein slawisches heidnisches Heiligtum des Triglaw-Kultes zurück, dessen Stelle, von alten Eichen umgeben, heute noch gut zu erkennen ist. Anstelle der Opferstätte wurde im 13. Jahrhundert eine Elisabethkirche erbaut. Erste urkundlich belegter Besitzer ist 1297 Sygfried Lode, Lehensnehmer des Bistums Cammin. Im 14. Jahrhundert wurden die von Mellin Lehensnehmer, später als Afterlehensnehmer der von Eberstein. Ein Teil des Ackerbesitzes gelangte 1445 in Besitz der Greifenberger Bürgers Kurd Helmich. Dieser Besitzteil fiel im 18. Jahrhundert an die von Rango, dann zurück an die von Mellin. Im Jahr 1800 ging Trieglaff mit Gruchow, Vahnerow und Milchow an Heinrich von Oertzen, dann, nach dessen Tod in der Völkerschlacht bei Leipzig, durch Erbgang und Verkauf an Adolph Ferdinand von Thadden-Trieglaff, dessen Familie bis zum Zusammenbruch des deutschen Ostens Besitzerin blieb. Im 19. Jahrhundert war das Schloss im Besitz von Adolf von Thadden-Trieglaff ein Zentrum der christlichen Erweckungsbewegung. Otto von Bismarck lernte hier seine Frau Johanna von Puttkamer kennen. Im Zuge umfänglicher Umbauarbeiten um 1900 entstand ein neuer Schlossanbau, mit u. a. dem barocken Turm mit kupfergedecktem Helmdach. Das historische Gutshaus blieb dabei erhalten.

## Bauwerk
Der Baukern stammt aus der Zeit des Dreißigjährigen Kriegs und liegt am Ostabhang des Hoppenhofschen Sees (Jezioro Trzygłowskie Drugie). Die granitenen und gewölbten Kellergewölbe deuten auf einen viel älteren Vorgängerbau hin. Henning Christian von Mellin braute das Haus im 18. Jahrhundert erheblich im Stil des Barock um. Heinrich von Oertzen ließ den Eingang im Empire-Stil anlegen. Um Missionskonferenzen zu beherbergen, wurde im 19. Jahrhundert ein Saalbau im rechten Winkel zum Bau angelegt, der den Park zum Seeufer abschloss.